# Епоха складчастості
Епоха складчастості (рос. эпоха складчатости, англ. folding epoch, нім. Faltungsepoche f) — геологічна епоха посилення процесів складчастості, гороутворення і гранітоїдного інтрузивного магматизму.
Протягом цієї епохи відбувається докорінна перебудова структурного плану і суттєві зміни в розвитку складчастих систем.